# Kesteren (Breda)
Kesteren is de op een na oudste wijk van de Haagse Beemden in Breda. Kesteren ligt naast de wijk Muizenberg en Gageldonk dicht bij Prinsenbeek.
Vroeger behoorde dit gebied bij Prinsenbeek.
In deze wijk is voornamelijk laagbouw, voornamelijk sociale woningbouw gebouwd tussen 1980 en 1985. Grenzend aan landgoed Burgst met Hoeve Burgst overgebleven van Heerlijkheid Burgst, waar vlakbij kinderboerderij De Sik is gelegen.
In de wijk ligt onder meer de Cruyff Court aan de Kesterenlaan en voetbalvereniging de Gunners. Aan de Kantenbeemd is een tennispark van de tennisvereniging Haagse Beemden.
Voor de dagelijkse boodschappen is er winkelcentrum de Berg of winkelcentrum de Donk bij de Apenrots een wooneenheid uit 1982.
In Kesteren ligt aan de Vlierenbroek een vestiging van basisschool de Vlier. Verder is er nog de basisschool Hagehorst. In oktober 2009 zijn beide overgegaan in Kindcentrum Olympia dat ook nog bestaat uit kinderopvang van Kober, Surplus Welzijn, consultatiebureau Careyn, Centrum voor Jeugd en Gezin en Stichting Mees.
Aan de rand van de wijk bij het industriegebied ligt de Eurotoren de hoogste toren van Breda.
Kesteren is per bus bereikbaar met stadslijn 3 van Arriva en de A16. Niet ver van deze wijk ligt station Breda-Prinsenbeek.

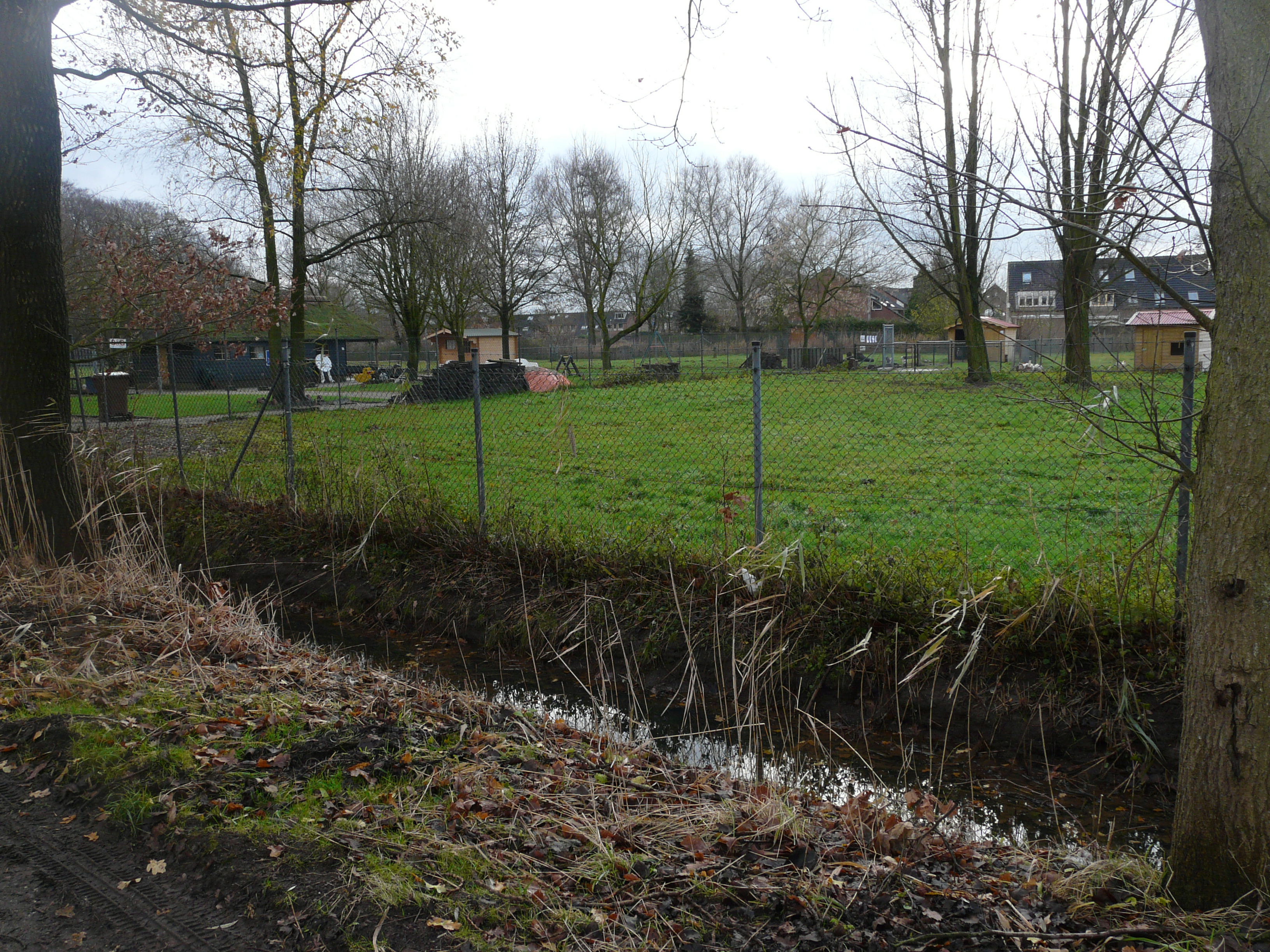
Kinderboerderij de Sik
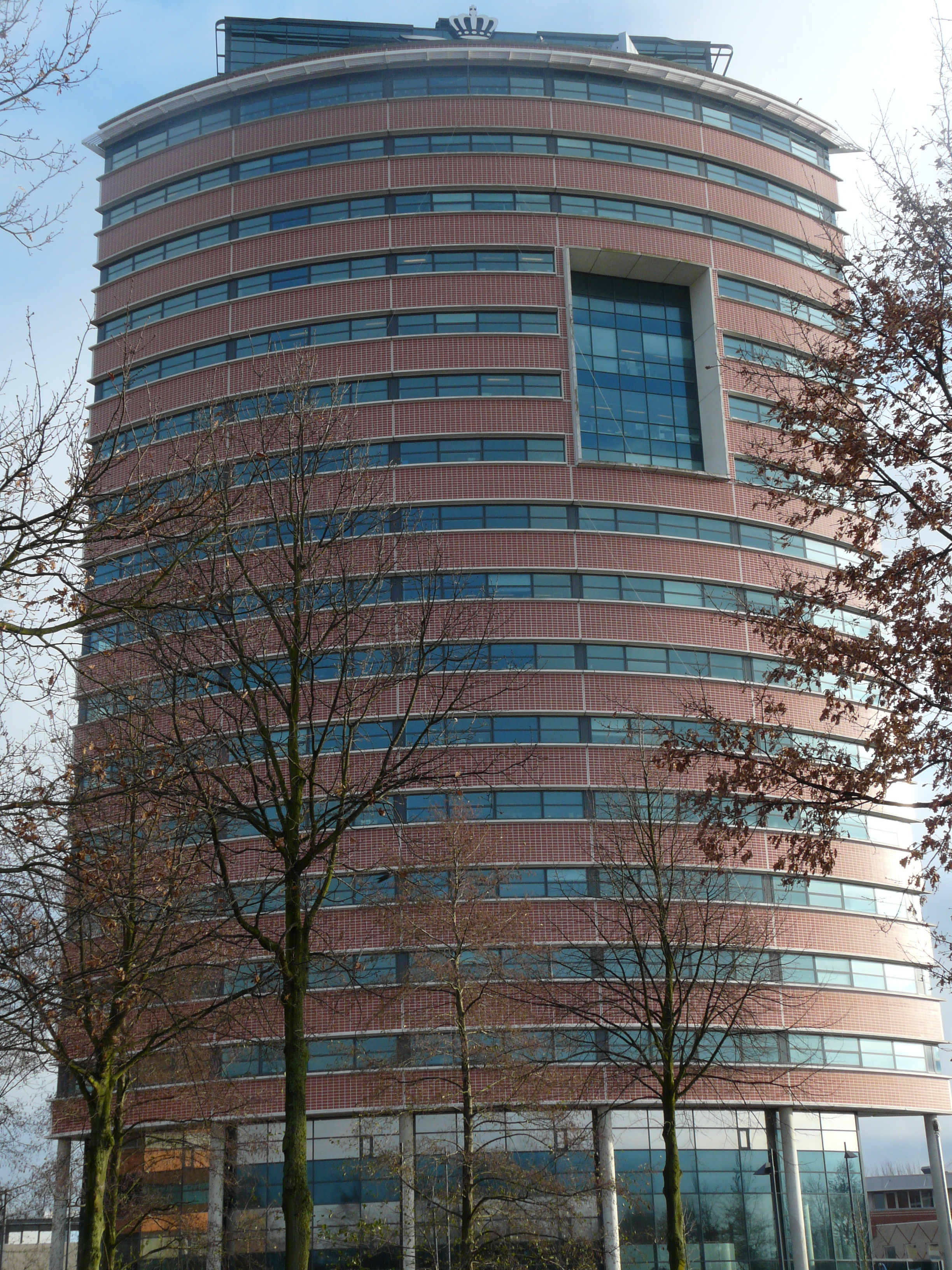
Eurotoren